# Tiarelle
Tiarella
Genre
La Tiarelle (Tiarella) est un genre de plantes à fleurs de la famille des Saxifragaceae présent en Asie et en Amérique du Nord.

## Étymologie
Le nom de genre Tiarella est composé du préfixe tiar- (du grec τιάρα / tiára, « tiare ; sorte de turban, en forme de cône »), et du suffixe latin -ella, petite, littéralement « petite tiare », sans doute en référence à la forme conique de l'inflorescence ou « fait allusion à la forme du pistil ou à celle du fruit capsuleux. ».

## Liste d'espèces
Selon The Plant List (8 octobre 2021) :
- Tiarella californica (Kellogg) Rydb.
- Tiarella cordifolia L.
- Tiarella laciniata Hook.
- Tiarella macrophylla Small
- Tiarella polyphylla D. Don
- Tiarella trifoliata L.
- Tiarella unifoliata Hook.
- Tiarella wherryi Lakela